# Aulacoserica nyamlagirensis
Aulacoserica nyamlagirensis är en skalbaggsart som beskrevs av Louis Burgeon 1943. Aulacoserica nyamlagirensis ingår i släktet Aulacoserica och familjen Melolonthidae. Inga underarter finns listade.